# (73963) 1997 WO41
(73963) 1997 WO41 – planetoida z pasa głównego asteroid okrążająca Słońce w ciągu 5,23 lat w średniej odległości 3,01 j.a. Odkryta 29 listopada 1997 roku.